# Nuculana jamaicensis
Nuculana jamaicensis är en musselart som först beskrevs av d'Orbigny 1842.  Nuculana jamaicensis ingår i släktet Nuculana och familjen tandmusslor. Inga underarter finns listade i Catalogue of Life.